# Partie krásného dragouna
Partie krásného dragouna je česká filmová kriminální komedie z roku 1970 režiséra Jiřího Sequense s Josefem Abrhámem a Jaroslavem Marvanem v hlavní roli. Jde o druhý ze čtyř samostatných hraných filmů, které dějově navazují na český televizní seriál Hříšní lidé města pražského, který byl natočen podle povídek Jiřího Marka.

## Děj
Na pražském Proseku o pouti se odehrála vražda staré paní Zuzánkové. Do podezření ihned upadl nápadník dcery místního policejního komisaře Zdychynce (Vladimír Menšík) Kamilky (Helga Čočková) poručík od dragounů Rudy Macháček (Josef Abrhám), který v tu dobu v inkriminovaném domě a čase pobýval. Vyšetřování nakonec zjistí, že krásný dragoun Rudy je de facto mnohonásobný sňatkový podvodník, který uvádí nevinné dívky do jiného stavu a pak jim za úplatu doporučuje „andělíčkářku“ paní Dragičovou (Květa Fialová). Vrahem paní Zuzánkové ovšem není on, ale její synovec cirkusák Zuzánek, který právě v tu dobu se svým cirkusem pobýval na Proseku na pouti.

## Základní údaje
- námět: Jiří Marek, podle povídky Ve hře je dragoun
- scénář: Jiří Sequens
- kamera: Miloslav Harvan
- hudba: Zdeněk Liška
- výprava-architekt: Karel Černý
- střih: Ján Chaloupek
- zvuk: Adolf Nacházel
- vedoucí produkce: Josef Císař
- produkce: Bohumil Šmída
- zpěv:Josef Bek
- text písně: Vladimír Sís

## Hrají
- Jaroslav Marvan – policejní rada Vacátko
- Josef Bláha – vrchní komisař Josef Brůžek
- Josef Vinklář – vrchní komisař Josef Bouše
- Vladimír Menšík – policejní komisař Zdychynec
- Stella Zázvorková – paní Zdychyncová
- Josef Abrhám – Rudy Macháček, poručík jízdního vojska, krásný dragoun
- Květa Fialová – paní Dragičová
- Helga Čočková – Kamilka Zdychyncová
- Bohuš Záhorský – starý pan Kostka
- Svatopluk Skládal – Macek
- Jana Šulcová – slečna Jarolímková
- Carmen Mayerová – Braunová
- Míla Myslíková – švadlena
- Jiří Holý – cirkusák Zuzánek
- Eva Foustková – Zuzánková
- Jaroslav Cmíral – Macek
- Ladislav Potměšil – Šourek
- Jiří Smutný – Hrůza
- Jindřich Panáček
- Josef Bek – zpěvák
- František Holar – hotelový vrátný
- Jiří Sequens mladší
- Mirko Musil